# Лоуел (Масачусетс)
Лоуел (енгл. Lowell) град је у округу Мидлсекс у савезној држави Масачусетс, САД. По попису становништва из 2010. у њему је живело 106.519 становника. То је четврти највећи град у овој савезној држави. Он и Кембриџ су седишта округа Мидлсекс. Основан као планирани производни центар за производњу текстила дуже реке Меримек североисточно од Бостона, Лоуел је био напредан индустријски центар током 19. века, привлачећи бројне усељенике и раднике из других делова САД у своје фабрике. Са падом производње у 20. веку, град је упао у проблеме, али је почео да се опоравља последњих деценија. Бивша индустријска зона дуж реке ке посебно обновљена и чини део Лоеулског националног историјског парка.

## Географија
Лоуел се налази на надморској висини од 31 m.

## Демографија
Према попису становништва из 2010. у граду је живело 106.519 становника, што је 1.352 (1,3%) становника више него 2000. године.
|                   | 2010.            | 2000.            |
| Укупно            | 106 519 (100,0%) | 105 167 (100,0%) |
| Белци             | 56 280 (52,84%)  | 65 760 (62,53%)  |
| Азијати           | 21 513 (20,20%)  | 17 371 (16,52%)  |
| Хиспаноамериканци | 18 396 (17,27%)  | 14 734 (14,01%)  |
| Афроамериканци    | 7 238 (6,795%)   | 4 423 (4,206%)   |
| Остали            | 3 092 (2,903%)   | 2 879 (2,738%)   |

## Партнерски градови
- Сен Дије де Вогез